# Imad Khamis
Imad Mohammad Deeb Khamis (n. Damasco, Siria, 1 de agosto de 1961) es un político e ingeniero sirio.
Miembro del Frente Nacional Progresista. Desde el junio de 2016 hasta el junio de 2020 ejerció como primer ministro de Siria.

## Biografía
Nacido en la ciudad siria de Damasco, el día 1 de agosto de 1961.
En el año 1981 se licenció en Ingeniería eléctrica por la Universidad de Damasco.
Tras finalizar sus estudios superiores, empezó a trabajar como ingeniero.
Al cabo de los años, entre 1987 y 2005 fue designado como director general de la Compañía Eléctrica del país en la Provincia de Damasco.
Luego desde ese último año hasta 2008 fue director general de la Corporación Pública para la distribución y capacidad de inversión.
En el mundo de la política, él es miembro de la coalición de partidos "Frente Nacional Progresista".
El 14 de abril de 2011, fue elegido por el primer ministro Wael al-Halqi como ministro de Electricidad.
Actualmente desde el día 22 de junio de 2016, tras haber sido nombrado por el presidente Bashar al-Ásad, es el nuevo 67.º primer ministro de Siria.